# 三好喜美佳
三好 喜美佳（みよし きみか、1983年12月22日 - ）は、日本のプロボクサー。山口県下関市出身。川崎新田ボクシングジム所属。身長164cm。第2代OPBF東洋太平洋女子バンタム級王者。第2代OPBF東洋太平洋女子スーパーフェザー級王者。初代OPBF東洋太平洋女子フェザー級王者。第3代・5代日本女子フェザー級王者。女子初のOPBF3階級制覇王者。宇部女子高等学校卒業。

## 来歴
バレーボール歴9年の後にアマチュアボクシングで活動し、JBCの女子解禁を機にプロとなる。
2008年5月19日に後楽園ホールで行われた「G Legend」における藤本奈月戦でプロデビュー。しかし、2-0判定負けを喫し白星でデビューを飾れなかった。
2008年12月10日、第2戦として横浜文化体育館でこれが復帰戦となった東郷理代と対戦も、1回KO負け。
2009年4月9日、全日本アマチュア準優勝歴があり、これがデビュー戦となる稲元真理を4回TKOで初勝利を収めた。
2009年6月16日、丸山礼子に2-0判定勝ちを収めた。
2009年11月17日、東郷理代と再戦も引き分けに終わった。
2010年3月7日、大阪のIMPホールで川西友子のデビュー戦の相手となるが、2回TKO負けを喫した。
2010年12月5日、大阪南港ATCホールにてラシャニーコーン・シティチャイジムと対戦して初回TKO勝ちを収めた。
2011年4月21日、東郷理代と3度目の対戦となるが、3回TKO負けを喫した。
2011年8月28日、豊中のよみうり文化ホールで山田紗暉と対戦も、1-2判定負けを喫した。
2011年11月23日、とどろきアリーナにて初の6回戦としてカイ・ジョンソンとの東洋太平洋ランカー対決になり3-0判定勝ちを収めた。
2012年3月12日、稲元真理と再戦し、3-0判定勝ちを収めた。
2012年6月25日、天空ツバサと対戦して2-1判定勝ちを収めた。
2012年9月26日、初の8回戦として6戦全勝のタイ人選手インレック・シットサイトーンと対戦し、2回KO勝ちを収めた。
2013年2月27日、とどろきアリーナでOPBF東洋太平洋女子バンタム級王者東郷理代と4度目の対戦（WBA世界フライ級ファン・カルロス・レベコ vs 黒田雅之とのダブルタイトルマッチ）。2-1の僅差判定勝ちを収め王座獲得に成功した。
2013年6月29日、メキシコでIBF女子世界バンタム級王者ヤズミン・リバスと対戦。JBC4月にIBF加盟を果たして男女通じ初の王座戦、公認前を含め日本人初のIBF女子王座挑戦となったが、10回0-3（3者共に90-100）に判定負けを喫し王座獲得に失敗した。
2013年10月22日、後楽園ホールで東郷と5度目の対戦。5回に偶然のバッティングで目尻をカットしてしまい、負傷判定となり0-3の判定負けを喫し初防衛に失敗し王座から陥落した。
2014年4月10日、再起戦としてタンティップ・シットサイトーンと対戦し、3回TKO勝ちを収めた。
2014年9月17日、氷室笑香とノンタイトル6回戦で対戦。しかし1-2の判定負けを喫した。
2015年4月24日、ムエレック・シットサイトーンと対戦し、左ボディブローと右ストレートを決めてダウンさせ、レフェリーがカウント途中でストップ。初回1分TKO勝ちを収めた。
2015年11月30日、カイ・ジョンソンと4年ぶりの再戦。初回にダウンを奪った後打撃戦の末、2-1の判定勝ちを収めた。
2016年3月6日、とどろきアリーナでOPBF東洋太平洋女子スーパーフェザー級王者水谷智佳と対戦。10回3-0（2者が79-73、80-72）の大差判定で勝ちを収めOPBF王座2階級制覇を達成した。
2016年6月7日、カイ・ジョンソンと初代OPBF東洋太平洋女子フェザー級王座決定戦を行い、8回3-0（76-75、77-74が2者）の判定勝ちを収め7ヵ月ぶりの再戦を制しOPBF女子王座初の3階級制覇に成功した。なお、OPBFルールでは2階級の王座を同時保持することは認められないため、同月中にスーパーフェザー級王座を返上。
2016年8月13日、メルボルンでWBC女子世界スーパーバンタム級シルバー王者のシャノン・オコンネルと対戦し、10回0-3の判定負けを喫し王座獲得に失敗した。
2017年4月15日、始興市でWBA女子世界スーパーフェザー級王者の崔賢美と対戦し、10回0-3の判定負けを喫し王座獲得に失敗した。
2018年7月23日、藤原芽子とOPBF東洋太平洋女子フェザー級タイトルマッチを行い、8回0-3（75-77、74-78が2者）の判定負けを喫しOPBF王座初防衛に失敗した。
2018年12月1日、ダイレクトリマッチでOPBF東洋太平洋女子フェザー級王者藤原芽子とOPBF東洋太平洋女子フェザー級タイトルマッチを行い、8回0-3（75-77、76-77が2者）の判定負けを喫しOPBF王座獲得に失敗した。
2019年9月23日、大阪府立体育会館（エディオンアリーナ大阪）第2競技場で日本女子フェザー級王者満田美紀と日本女子フェザー級タイトルマッチを行い、6回2-1（55-59、58-56が2者）の判定勝ちを収め日本女子王座獲得に成功した。
2019年12月7日、カルッツかわさきで緑川愛と日本女子フェザー級タイトルマッチを行い、6回45秒TKO勝ちを収め日本女子王座初防衛に成功した。
2020年11月13日、若狭与志枝と日本女子フェザー級タイトルマッチを行うが、0-3の判定で敗れ2度目の防衛果たせず王座陥落。
2022年2月14日、1年3か月ぶりの試合は日本王座返り咲きを懸けて若狭与志枝とのダイレクトリマッチとなったが、3-0判定で勝利し王座奪還を果たした。
2022年6月16日、1位の藤原茜を迎えての初防衛戦を1-1（59-55、56-58、57-57）と引き分け、初防衛に成功。
2022年10月18日、2度目の防衛戦は若狭与志枝とのラバーマッチとして行われ、3-0（58-56×3）の判定で2度目の防衛に成功。
2023年6月24日、ドイツ・ロストックにてニーナ・マインケとのWBA女子世界フェザー級ゴールド王座決定戦に臨むが、0-3判定で敗れ王座獲得ならず。
2024年4月1日、後楽園ホールにて日本フェザー級王座3度目の防衛戦として藤原茜との再戦に臨むが、0-2（56-58×2、57-57）判定で敗れ3度目の防衛に失敗した。
2025年4月13日、現役引退を表明し併せて5月22日に引退式を行うことを発表した。

## 戦績
- アマチュア:2戦 2勝
- プロボクシング:35戦 17勝 5KO 16敗 2分

| 戦           | 日付           | 勝敗 | 時間    | 内容        | 対戦相手                           | 国籍           | 備考                                                    |
| ------------ | -------------- | ---- | ------- | ----------- | ---------------------------------- | -------------- | ------------------------------------------------------- |
| 1            | 2008年5月19日  | ★    | 4R      | 0-2判定     | 藤本奈月(セレス)                   | 日本           | プロデビュー戦                                          |
| 2            | 2008年12月10日 | ★    | 1R 1:34 | KO          | 東郷理代(山木)                     | 日本           |                                                         |
| 3            | 2009年4月9日   | ☆    | 4R 0:29 | TKO         | 稲元真理(熊谷コサカ)               | 日本           |                                                         |
| 4            | 2009年6月16日  | ☆    | 4R      | 2-0判定     | 丸山礼子(金子)                     | 日本           |                                                         |
| 5            | 2009年11月17日 | △    | 4R      | 0-1判定     | 東郷理代(山木)                     | 日本           |                                                         |
| 6            | 2010年3月7日   | ★    | 2R 0:23 | TKO         | 川西友子(大阪帝拳)                 | 日本           |                                                         |
| 7            | 2010年12月5日  | ☆    | 1R 0:42 | TKO         | ラシャニーコーン・シティチャイジム | タイ           |                                                         |
| 8            | 2011年4月21日  | ★    | 3R 1:51 | TKO         | 東郷理代(山木)                     | 日本           |                                                         |
| 9            | 2011年8月28日  | ★    | 4R      | 1-2判定     | 山田紗暉(フジタ)                   | 日本           |                                                         |
| 10           | 2011年11月23日 | ☆    | 6R      | 3-0判定     | カイ・ジョンソン(T&H)              | 日本           |                                                         |
| 11           | 2012年3月12日  | ☆    | 6R      | 3-0判定     | 稲元真理(熊谷コサカ)               | 日本           |                                                         |
| 12           | 2012年6月25日  | ☆    | 6R      | 2-1判定     | 天空ツバサ(アルファ)               | 日本           |                                                         |
| 13           | 2012年9月26日  | ☆    | 2R 1:06 | KO          | インレック・シットサイトーン       | タイ           |                                                         |
| 14           | 2013年2月27日  | ☆    | 8R      | 2-1判定     | 東郷理代(アルファ)                 | 日本           | OPBF東洋太平洋女子バンタム級タイトルマッチ              |
| 15           | 2013年6月29日  | ★    | 10R     | 0-3判定     | ヤズミン・リバス                   | メキシコ       | IBF女子世界バンタム級タイトルマッチ                     |
| 16           | 2013年10月22日 | ★    | 5R 0:32 | 0-3負傷判定 | 東郷理代(アルファ)                 | 日本           | OPBF陥落                                                |
| 17           | 2014年4月10日  | ☆    | 3R 0:37 | TKO         | タンティップ・シットサイトーン     | タイ           |                                                         |
| 18           | 2014年9月17日  | ★    | 6R      | 1-2判定     | 氷室笑香(レパート玉熊)             | 日本           |                                                         |
| 19           | 2015年4月24日  | ☆    | 1R 1:00 | TKO         | ムエレック・シットサイトーン       | タイ           |                                                         |
| 20           | 2015年11月30日 | ☆    | 8R      | 2-1判定     | カイ・ジョンソン(T&H)              | 日本           |                                                         |
| 21           | 2016年3月6日   | ☆    | 8R      | 3-0判定     | 水谷智佳(宮田)                     | 日本           | OPBF東洋太平洋女子スーパーフェザー級タイトルマッチ→返上 |
| 22           | 2016年6月7日   | ☆    | 8R      | 3-0判定     | カイ・ジョンソン(T&H)              | 日本           | OPBF東洋太平洋女子フェザー級王座決定戦                  |
| 23           | 2016年8月13日  | ★    | 10R     | 0-3判定     | シャノン・オコンネル               | オーストラリア | WBCシルバー・女子世界スーパーバンタム級タイトルマッチ   |
| 24           | 2017年4月15日  | ★    | 10R     | 0-3判定     | 崔賢美                             | 韓国           | WBA女子世界スーパーフェザー級タイトルマッチ             |
| 25           | 2018年7月23日  | ★    | 8R      | 0-3判定     | 藤原芽子(真正)                     | 日本           | OPBF王座陥落                                            |
| 26           | 2018年12月1日  | ★    | 8R      | 0-3判定     | 藤原芽子(真正)                     | 日本           | OPBF東洋太平洋女子フェザー級タイトルマッチ              |
| 27           | 2019年9月23日  | ☆    | 6R      | 2-1判定     | 満田美紀(姫路木下)                 | 日本           | 日本女子フェザー級タイトルマッチ                        |
| 28           | 2019年12月7日  | ☆    | 6R 0:45 | TKO         | 緑川愛(ワタナベ)                   | 日本           | 日本王座防衛1                                           |
| 29           | 2020年11月13日 | ★    | 6R      | 0-3判定     | 若狭与志枝(花形)                   | 日本           | 日本王座陥落                                            |
| 30           | 2022年2月14日  | ☆    | 6R      | 3-0判定     | 若狭与志枝(花形)                   | 日本           | 日本女子フェザー級タイトルマッチ                        |
| 31           | 2022年6月16日  | △    | 6R      | 1-1判定     | 藤原茜(ワタナベ)                   | 日本           | 日本王座防衛1                                           |
| 32           | 2022年10月8日  | ☆    | 6R      | 3-0判定     | 若狭与志枝(花形)                   | 日本           | 日本王座防衛2                                           |
| 33           | 2023年6月24日  | ★    | 10R     | 0-3判定     | ニーナ・マインケ                   | ドイツ         | WBA女子世界フェザー級ゴールド王座決定戦                 |
| 34           | 2024年4月1日   | ★    | 6R      | 0-2判定     | 藤原茜(ワタナベ)                   | 日本           | 日本王座陥落                                            |
| 35           | 2024年12月4日  | ★    | 6R      | 0-3判定     | 若狭与志枝(花形)                   | 日本           | 日本女子フェザー級タイトルマッチ                        |
| テンプレート |                |      |         |             |                                    |                |                                                         |

## 獲得タイトル
- 第2代OPBF東洋太平洋女子バンタム級王座（防衛0=陥落）
- 第2代OPBF東洋太平洋女子スーパーフェザー級王座（防衛0）
- 初代OPBF東洋太平洋女子フェザー級王座（防衛0=陥落）
- 第3代日本女子フェザー級王座（防衛1=陥落）
- 第5代日本女子フェザー級王座（防衛2=陥落）